# Leichtathletik-Halleneuropameisterschaften 2019/Teilnehmer (Kroatien)
| Gelbes Symbol für Goldmedaillen mit stilisierten Olympischen Ringen | Graues Symbol für Silbermedaillen mit stilisierten Olympischen Ringen | Braundes Symbol für Bronzemedaillen mit stilisierten Olympischen Ringen |
| ------------------------------------------------------------------- | --------------------------------------------------------------------- | ----------------------------------------------------------------------- |
| —                                                                   | —                                                                     | —                                                                       |

Aus Kroatien starteten drei Athletinnen und zwei Athleten bei den Leichtathletik-Halleneuropameisterschaften 2019 in Glasgow.
Der Kugelstoßer Stipe Žunić konnte verletzungsbedingt und mit Blick auf die Freiluftsaison nicht teilnehmen.

## Ergebnisse

### Frauen

#### Laufdisziplinen
| Athletin         | Disziplin   | Vorlauf | Vorlauf | Halbfinale | Halbfinale | Finale             | Finale             |
| Athletin         | Disziplin   | Zeit    | Platz   | Zeit       | Platz      | Zeit               | Platz              |
| ---------------- | ----------- | ------- | ------- | ---------- | ---------- | ------------------ | ------------------ |
| Andrea Ivančević | 60 m Hürden | 8,10 s  | 8       | 8,07 s     | 8          | 8,14 s             | 7                  |
| Ivana Lončarek   | 60 m Hürden | 8,21 s  | 16      | 8,27 s     | 16         | nicht qualifiziert | nicht qualifiziert |

#### Sprung/Wurf
| Athletin  | Disziplin  | Qualifikation | Qualifikation | Finale             | Finale             |
| Athletin  | Disziplin  | Höhe          | Platz         | Höhe               | Platz              |
| --------- | ---------- | ------------- | ------------- | ------------------ | ------------------ |
| Ana Šimić | Hochsprung | 1,85 m        | 18            | nicht qualifiziert | nicht qualifiziert |

### Männer

#### Laufdisziplinen
| Athlet             | Disziplin | Vorlauf               | Vorlauf | Halbfinale         | Halbfinale         | Finale             | Finale             |
| Athlet             | Disziplin | Zeit                  | Platz   | Zeit               | Platz              | Zeit               | Platz              |
| ------------------ | --------- | --------------------- | ------- | ------------------ | ------------------ | ------------------ | ------------------ |
| Zvonimir Ivašković | 60 m      | DQ (Fehlstart R162.8) | –       | nicht qualifiziert | nicht qualifiziert | nicht qualifiziert | nicht qualifiziert |

#### Sprung/Wurf
| Athlet      | Disziplin      | Qualifikation | Qualifikation | Finale             | Finale             |
| Athlet      | Disziplin      | Höhe          | Platz         | Höhe               | Platz              |
| ----------- | -------------- | ------------- | ------------- | ------------------ | ------------------ |
| Ivan Horvat | Stabhochsprung | 5,35 m        | 12            | nicht qualifiziert | nicht qualifiziert |